# هوسيك (نيويورك)
هوسيك (بالإنجليزية: Hoosick Falls, New York)‏ هي بلدة تقع في الولايات المتحدة في نيويورك (ولاية). يقدر عدد سكانها بـ 3,501 نسمة .

## أعلام
- ويليام بليس بيكر
- إدوارد كوكرين ماكلين
- فرانك ماكبارتلين
- جدة موسى